# Robert Balck
Robert Carl Joachim Friedrich Balck (* 5. August 1831 in Rostock; † 31. Januar 1907 in Güstrow) war ein mecklenburgischer Verwaltungsjurist und Oberlanddrost.

## Leben
Robert Balck war Sohn des Theologen und Pädagogen August Balck (1801–1881). Er studierte ab 1851 Rechtswissenschaften an den Universitäten Göttingen, Berlin und Rostock. In Göttingen wurde er 1852 Mitglied des Corps Hannovera Göttingen. Er trat als Amtsauditor 1856 in den Verwaltungsdienst des Großherzogtums Mecklenburg-Schwerin im Amt Toitenwinkel ein und wurde nach einigen Versetzungen 1870 Amtmann in Grabow. Von 1876 bis 1886 war er Amtshauptmann in Hagenow. 1886 wurde er als Amtshauptmann zum Amt Güstrow-Rossewitz versetzt. Er wurde 1890 mecklenburgischer Drost, 1899 Oberdrost und 1906 Oberlanddrost.
Balck hatte ein besonderes Interesse an der mecklenburgischen Agrarstruktur und war Mitglied und Ehrenmitglied zahlreicher agrarwirtschaftlicher Kommissionen, Zusammenschlüsse und Vereinigungen sowie des Vereins für mecklenburgische Geschichte und Altertumskunde.
Er war verheiratet mit Luise Türk (* 1831), Tochter des 1852 relegierten Professors Karl Türk in Rostock. Aus der Ehe gingen 1 Sohn und drei Töchter hervor. Der Finanzjurist Carl Wilhelm August Balck war ein Vetter.

## Ehrungen
- Gedächtnismedaille Friedrich Franz III.[3]
- Roter Adlerorden, 3. Klasse
- Königlicher Kronen-Orden (Preußen), 3. Klasse